# Galerie Nagel Draxler
Die Galerie Nagel Draxler ist eine 1990 unter dem Namen Galerie Christian Nagel gegründete Galerie für Zeitgenössische Kunst mit Ausstellungsräumen in Köln, Berlin und München. Anfang 2009 schlossen sich Saskia Draxler und Christian Nagel als Partner der Galerie zusammen, Anfang 2013 erfolgte die Namensänderung in Galerie Nagel Draxler.

## Geschichte
Die Eröffnungsausstellung der Galerie in Köln war gleichzeitig die erste Einzelausstellung von Cosima von Bonin. Im Zuge einer starken Orientierung an den neuen Richtungen der Institutionskritik der 1990er Jahre folgten Michael Krebber, Joseph Zehrer, Christian Philipp Müller, Andrea Fraser, Hans-Jörg Mayer, Heimo Zobernig, Martha Rosler. 
Eine jüngere Generation im Programm begann mit Stefan Müller, Nairy Baghramian, Sven Johne, Sterling Ruby und Michael Beutler nach der Eröffnung der Galerieräume am Berliner Rosa-Luxemburg-Platz 2002. In den Jahren 2010 und 2011 kam eine temporäre Dependance in Antwerpen hinzu. Seit 2011 vertritt die Galerie Nagel Draxler die belgische Künstlerin Joëlle Tuerlinckx. 
Zum Gallery Weekend 2016 wurde mit dem Nagel Draxler Kabinett ein zweiter Ausstellungsraum am Rosa-Luxemburg-Platz in Berlin eröffnet, 2018 folgten neue Galerieräume in der Kölner Elisenstraße. Im Herbst 2019 expandierte die Galerie Nagel Draxler und bezog mit einer neuen Dependance das Kunstquartier in der Münchner Maxvorstadt. Christian Nagel wurde in München geboren und stellte dort bereits in den 1980er Jahren, als er als Co-Direktor der Galerie Christoph Dürr in der Villa Stuck tätig war, Künstler wie Fareed Armaly, Günther Förg, Martin Kippenberger, Michael Krebber, Heimo Zobernig, Franz West, Clegg & Guttmann aus.

## Künstler der Galerie
Künstler der Galerie sind u. a.:
- Kader Attia
- Kevin Abosch
- Michael Beutler
- Guillaume Bijl
- Lutz Braun
- Keren Cytter
- Ji Dachun
- Mark Dion
- Jonas Fahrenberger
- Anna Fasshauer
- Egan Frantz
- Andrea Fraser
- Sarah Friend
- Hell Gette
- Abdulnasser Gharem
- Clegg & Guttmann
- Sayre Gomez
- Julia Haller
- Lone Haugaard Madsen
- Sven Johne
- JPW3
- Leon Kahane
- Kiron Khosla
- Thomas Kilpper
- Till Krause
- Kalin Lindena
- Ken Lum
- Christian Kosmas Mayer
- Hans Jörg Mayer
- Kirsi Mikkola
- John Miller
- Stefan Müller
- Rhea Myers
- Gunter Reski
- Anna Ridler
- Michael Riedel
- Martha Rosler
- Elliott Jamal Robbins
- Kenny Schachter
- Jörg Schlick
- Dominik Sittig
- Arjan Stockhausen
- Mirjam Thomann
- Luke Willis Thompson
- Zandile Tshabalala
- Joëlle Tuerlinckx
- Luca Vitone
- Christine Wang
- Pedro Wirz
- Alex Wissel
- Joseph Zehrer
- Gang Zhao
- Peter Zimmermann
- Heimo Zobernig

## Messebeteiligungen
Die Galerie beteiligt sich an den Kunstmessen Art Basel, Basel, Hongkong und Miami Beach, Art Cologne; Art Berlin, FIAC, Paris.